# Joaquín Espín y Guillén
Joaquín Espín y Guillén (Velilla de Medinaceli, Sòria, 3 de maig de 1812 - Madrid, 24 de juny de 1881) va ser un compositor espanyol i un dels pioners de la sarsuela moderna.
Per influència del seu avi, que va iniciar-lo en la música, va abandonar els estudis de filosofia i va passar a estudiar música a Burgos i Bordeus. A Madrid va ser professor del Conservatori de Maria Cristina i cofundador, l'any 1842, amb Mariano Soriano Fuertes de la revista La Iberia Musical, una de les primeres revistes musicals espanyoles.
Ferm defensor de la creació d'una òpera nacional espanyola va aconseguir estrenar parcialment a Madrid, l'any 1845 Padilla, o el asedio de Medina, cantada pel cèlebre tenor Enrico Tamberlick. Cotalero y Mori sembla gairebé alegrar-se del fracàs d'aquesta obra, ja que considerava Espín un « regular director d'orquestra, però compositor d'escassa inspiració i ciència ».
Sembla que l'única de les obres que va compondre que va obtenir cert èxit va ser la sarsuela Carlos Broschi, basada en la vida del cèlebre castrat Farinelli.
Joaquín Espín presenta curiosos lligams familiars. Per una banda va emparentar amb Rossini en casar-se amb una germana (hi ha fonts que parlen d'una neboda) de la cantant d'òpera espanyola Isabel Colbran, l'esposa del compositor italià. Per altra banda, va ser el pare del director d'orquestra Joaquín Espín y Pérez Colbran (1837-1879) i de Julia Espín i Pérez de Collbrand, cantant d'òpera i amor platònic de Gustavo Adolfo Bécquer, a la qual va dedicar algunes de les seues Rimes.
Va ser un aferrissat defensor del tenor basc Pedro María Unanue (1814-1846), al que dedicava sovint molt bones crítiques.